# Isolotti Opus
Gli isolotti Opus, chiamati anche scogli Opus o scogli Pussi (in croato: Puh), sono un gruppo di quattro scogli disabitati della Dalmazia settentrionale in Croazia; si trovano nel mare Adriatico e fanno parte delle isole Incoronate. Amministrativamente appartengono al comune Morter-Incoronate, nella regione di Sebenico e Tenin.

## Geografia
Gli Opus sono gli isolotti più meridionali del gruppo delle Incoronate, si trovano a sud di Curba Grande, a una distanza che varia tra 1 e 1,7 km, e a ovest della Bocca di Samogrado (Samogradska Vrata), il canale che si trova tra Curba Grande e l'isola di Zuri.
- Opus Inferiore[8] o Sussiz[6] (Puh o Opuh) è l'isolotto maggiore e il più occidentale. Ha una forma triangolare, è lungo circa 170 m[1], ha una superficie di 0,015 km²[9], la costa lunga 0,51 km[9] e un'altezza di 14 m[1]. Si trova circa 930 km a sud-est dell'isolotto Luce Marina.
- Opus Superiore[8] (Puh Gornji) è uno scoglio arrotondato (circa 100 m di diametro[1]), si trova 240 m a sud-est del precedente e 1,7 km a sud[1] di Curba Grande; ha una superficie di 7783 m²[10], la costa lunga 331 m[10] e un'altezza di 8 m[1] 43°40′27″N 15°29′57″E.
- Opus Petroso[8] o Petroso[3] (Kameni Puh), situato 1,2 km[1] circa ad est di Opus Inferiore; ha una superficie di 6782 m²[10], la costa lunga 323 m[10] e un'altezza di 8 m[1] 43°40′39″N 15°30′42″E.
- Opus Marino[8] o Vodegna[3] (Vodeni Puh) è il più orientale dei quattro, si trova 1 km[1] circa a sud di capo Meda[11] (rt Mede), la punta meridionale di Curba Grande e 430 m[1] a est di Opus Petroso; ha una lunghezza di 190 m[1], un'altezza di 18,2 m[1], una superficie di 9834 m²[10] e la sua costa è lunga 424 m[10] 43°40′36″N 15°31′07″E.

### Isole adiacenti
- Luce Marina (Lucmarinjak), a nord-ovest degli isolotti Opus.

### Cartografia
- (HR) Mappa topografica della Croazia 1:25000, su preglednik.arkod.hr. URL consultato il 26 giugno 2017.
- G. Giani, Carta prospettiva delle Comuni censuarie della Dalmazia, foglio 6, 1839. Fondo Miscellanea cartografica catastale, Archivio di Stato di Trieste.
- Carta di cabottaggio del mare Adriatico, foglio VII, Milano, Istituto geografico militare, 1822-1824. URL consultato il 5 luglio 2017 (archiviato dall'url originale il 13 aprile 2013)..